# مهد زامري رملي
مهد زامري رملي هو لاعب كرة قدم ماليزي في مركز الدفاع، ولد في 23 نوفمبر 1990 في Rantau Panjang ‏ في ماليزيا. لعب مع نادي كلنتن.

## وصلات خارجية
- مهد زامري رملي على موقع قاعدة بيانات كرة القدم.إي يو (الإنجليزية)
- مهد زامري رملي على موقع Soccerway.com (الإنجليزية)